# Thomas Y. Fitzpatrick

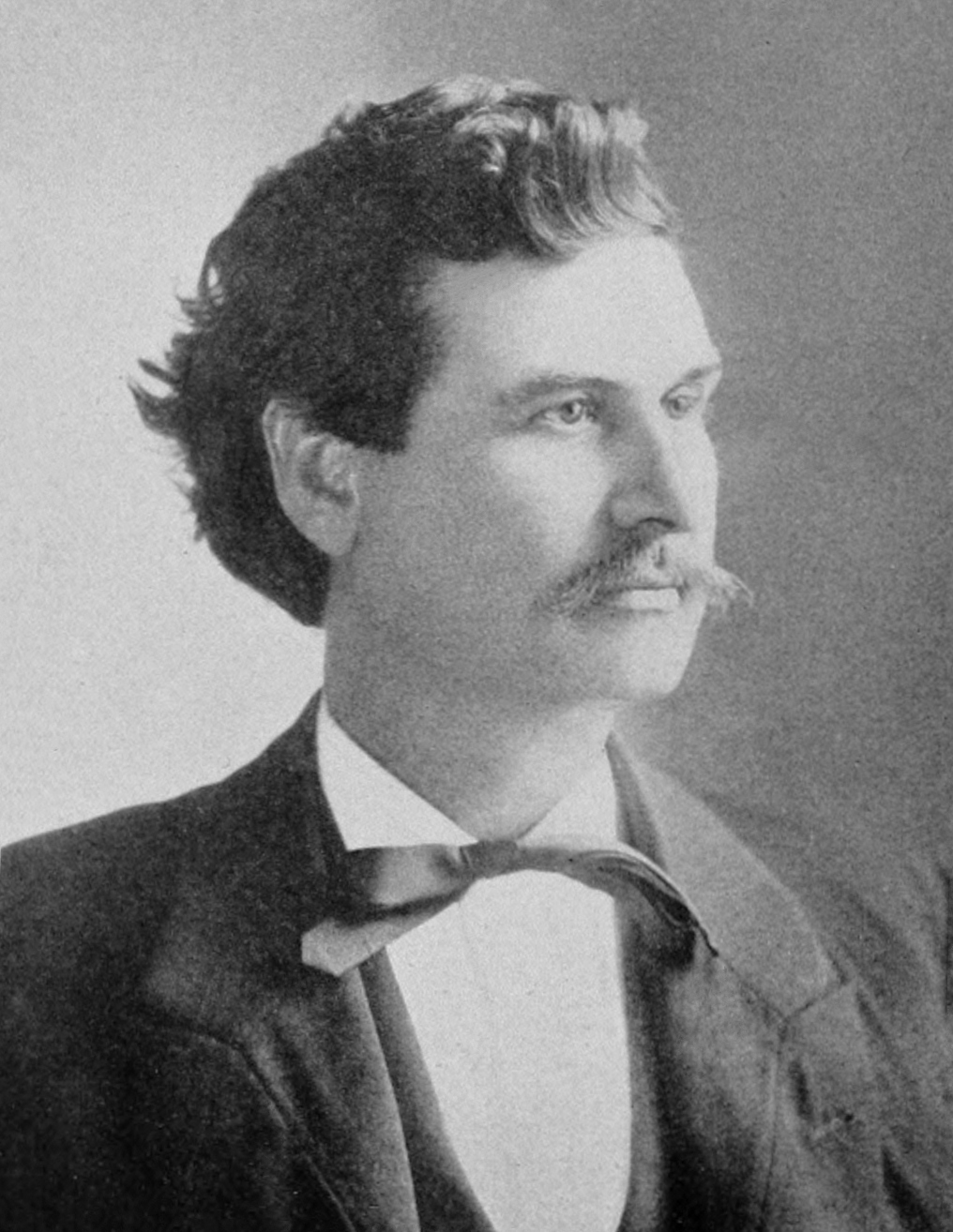
Thomas Y. Fitzpatrick

Thomas Young Fitzpatrick (* 20. September 1850 bei Prestonsburg, Floyd County, Kentucky; † 21. Januar 1906 in Frankfort, Kentucky) war ein US-amerikanischer Politiker. Zwischen 1897 und 1901 vertrat er den Bundesstaat Kentucky im US-Repräsentantenhaus.

## Werdegang
Thomas Fitzpatrick besuchte die öffentlichen Schulen seiner Heimat. Nach einem anschließenden Jurastudium und seiner 1877 erfolgten Zulassung als Rechtsanwalt begann er in diesem Beruf zu arbeiten. Danach war er zeitweise als Bezirksrichter tätig. Zwischen 1880 und 1884 war er Bezirksstaatsanwalt.
Politisch wurde Fitzpatrick Mitglied der Demokratischen Partei. In den Jahren 1876 und 1877 saß er als Abgeordneter im Repräsentantenhaus von Kentucky. Bei den Kongresswahlen des Jahres 1896 wurde er im zehnten Wahlbezirk von Kentucky in das US-Repräsentantenhaus in Washington, D.C. gewählt, wo er am 4. März 1897 die Nachfolge von Nathan T. Hopkins antrat. Nach einer Wiederwahl im Jahr 1898 konnte er bis zum 3. März 1901 zwei Legislaturperioden im Kongress absolvieren. In diese Zeit fiel der Spanisch-Amerikanische Krieg.
Nach seinem Ausscheiden aus dem US-Repräsentantenhaus zog sich Thomas Fitzpatrick aus der Politik zurück. Er starb am 21. Januar 1906 in Frankfort, wo er auch beigesetzt wurde.